# فرودگاه محلی وینسلو–لیندبرگ
فرودگاه محلی وینسلو-لیندبرگ  (به انگلیسی: Winslow-Lindbergh Regional Airport) یک فرودگاه همگانی باربری با کد یاتا INW است که یک باند فرود آسفالت دارد و طول باند آن ۲۲۸۶ متر است. این فرودگاه در کشور ایالات متحده آمریکا قرار دارد و در ارتفاع ۱۵۰۶ متری از سطح دریا واقع شده است.